# Figojady
Figojady (Sphecotherinae) – monotypowa podrodzina ptaków z rodziny wilgowatych (Oriolidae).

## Charakterystyka
Wśród figojadów wyróżnia się 3 gatunki różniące się między sobą rozmiarami, upierzeniem oraz miejscem występowania (gatunki te zamieszkują obszary leśne w Australii, na Nowej Gwinei, Wyspach Kai oraz Małych Wyspach Sundajskich). Żywią się głównie owocami, a także małymi owadami i nasionami, są zwierzętami bardziej stadnymi od innych wilgowatych. Długość ciała 26–29 cm, masa ciała 75–146 g. Występuje silny dymorfizm płciowy: samce mają oliwkowozielone upierzenie z czarną głową i (zależnie od gatunku) czerwoną plamą wokół oczu, samice natomiast mają brązowawe upierzenie z brązowym grzbietem, zielonkawą twarzą i bladym brzuchem, na którym widoczne są ciemne cętki. Obie płcie charakteryzuje szaroczarny dziób.

## Systematyka
Rodzaj Sphecotheres zdefiniował w 1816 roku francuski ornitolog Louis Jean Pierre Vieillot w publikacji swojego autorstwa Analyse d’une nouvelle ornithologie élémentaire. Jako gatunek typowy Vieillot wyznaczył figojada zielonkawego (S. viridis).

### Etymologia
- Sphecotheres (Sphecotera, Sphecothera, Sphecoteres, Sphecotheras, Sphecotis, Specothera, Specotera, Specotheres): gr. σφεξ sphex, σφηκος sphēkos „osa”; -θηρας -thēras „łowca”, od θηραω thēraō „polować”, od θηρ thēr, θηρος thēros „bestia, zwierzę”[16].
- Picnoramphus (Picnorhamphus): gr. πυκνος puknos „gruby”; ῥαμφος rhamphos „dziób”[17]. Typ nomenklatoryczny: P[icnoramphus]. cucullata H. Rosenberg, 1866 (= Sphecotheres flaviventris[c] Gould, 1850).

### Podział systematyczny
Do podrodziny należy jeden rodzaj z następującymi gatunkami:
- Sphecotheres vieilloti Vigors & Horsfield, 1827 – figojad zielony
- Sphecotheres viridis Vieillot, 1816 – figojad zielonkawy
- Sphecotheres hypoleucus Finsch, 1898 – figojad białobrzuchy